# 鄔明昌
鄔明昌（？—？），字期仲，號峒菴，湖廣江夏縣籍武昌县人，明末官員。崇禎十年進士。

## 生平
崇禎九年丙子科湖廣鄉試第五十五名舉人，十年（1637年）丁丑科會試第二百八十四名，廷試三甲六十一名進士。禮部觀政，授浙江錢塘縣知縣，十三年考察去職。

## 家族
曾祖鄔鸾，庠生；祖鄔必信，百寿；父鄔瑞，儒士。兄鄔明著，明末天文家和天主教徒，崇祯三年被徐光啓招入曆局任职，參与编纂《崇祯历书》。